# IVC 14
IVC 14 - USA vs. Brazil, também conhecido por IVC Venezuela foi o décimo-quarto evento do International Vale Tudo Championship. Foi a primeira vez que o evento foi realizado no exterior, e também foi a primeira vez que o torneio foi realizado na categoria absoluto (sem divisão de peso).

## Novas Regras
Algumas regras foram adotadas para garantir a segurança dos lutadores, considerando o fato de que o ganhador e segundo colocado lutariam 4 vezes na mesma noite:
- Luvas foram adotadas
- Tempo limitado em 10 minutos (e não mais 30)
- Proibido o uso de cabeçadas
- Proibido bater na nuca e na coluna